# Matt Ellison
Matt Ellison (* 8. Dezember 1983 in Duncan, British Columbia) ist ein kanadischer Eishockeyspieler, der zuletzt beim HK Metallurg Magnitogorsk in der Kontinentalen Hockey-Liga unter Vertrag stand.

## Karriere

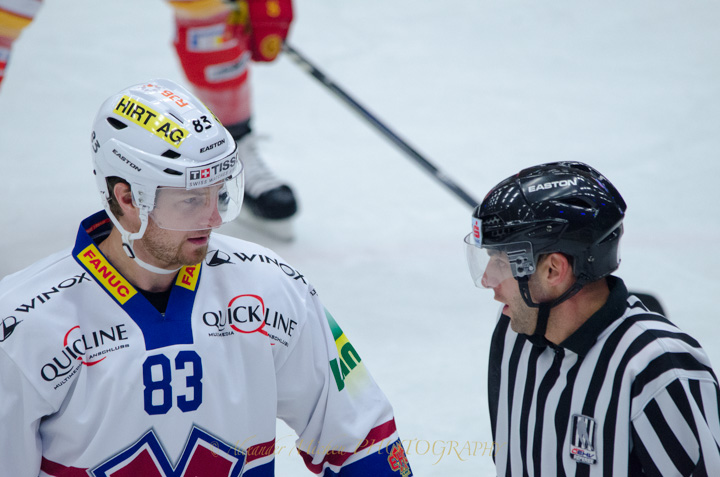
Ellison im Trikot des EHC Biel, August 2013

Ellison begann seine Karriere als Eishockeyspieler bei den Cowichan Valley Capitals, für die er von 1999 bis 2002 in der British Columbia Hockey League aktiv war. Anschließend wurde er im NHL Entry Draft 2002 in der vierten Runde als insgesamt 128. Spieler von den Chicago Blackhawks ausgewählt. Zunächst spielte der Angreifer jedoch ein Jahr lang für die Red Deer Rebels in der kanadischen Juniorenliga Western Hockey League, ehe er in der Saison 2003/04 sein Debüt für die Blackhawks in der National Hockey League gab. In seinem Rookiejahr gab er dabei eine Vorlage in zehn Spielen. Hauptsächlich stand er jedoch ebenso wie im folgenden Jahr während des Lockouts in der NHL-Saison 2004/05 für Chicagos Farmteam, die Norfolk Admirals aus der American Hockey League, auf dem Eis.
Am 5. Dezember 2005 wurde Ellison zusammen mit einem Drittrunden-Wahlrecht für den NHL Entry Draft 2006 im Tausch für Patrick Sharp und Éric Meloche an die Philadelphia Flyers abgegeben. Für diese absolvierte er in den folgenden beiden Spielzeiten nur sieben Spiele in der NHL, während er ansonsten für deren AHL-Farmteam Philadelphia Phantoms spielte. Nach einem Jahr beim AHL-Team der Milwaukee Admirals, schloss sich der Kanadier zur Saison 2008/09 Dinamo Riga aus der neugegründeten Kontinentalen Hockey-Liga an. Für die Letten erzielte er anschließend in 55 Spielen 39 Scorerpunkte, woraufhin er zu deren Ligarivalen HK MWD Balaschicha wechselte.
Nach der Fusion des HK MWD mit Dynamo Moskau wechselte Ellison im Sommer 2010 zu Torpedo Nischni Nowgorod.
2013 wechselte Ellison zum EHC Biel in die National League A. Aufgrund unzufriedenstellender Leistungen wurde sein Kontrakt bereits nach sieben Spielen aufgelöst, es folgte der Wechsel zurück in die KHL, wo der Kanadier fortan für KHL Medveščak Zagreb auflief.
Zwischen 2014 und 2017 spielte Ellison dann für den HK Dinamo Minsk in der KHL und nahm während dieser Zeit sowohl 2016, als auch 2017 am KHL All-Star Game
teil. Zudem gewann er im Dezember 2015 mit dem Team Canada den Spengler Cup. 2017 verließ er die belarussische Hauptstadt und wurde vom HK Metallurg Magnitogorsk verpflichtet, für den er bis 2019 spielte.

## Erfolge und Auszeichnungen
| - 2003 WHL East Second All-Star Team - 2003 Jim Piggott Memorial Trophy - 2003 CHL Rookie of the Year - 2003 CHL All-Rookie Team | - 2010 Russischer Vizemeister mit dem HK MWD Balaschicha - 2015 Spengler-Cup-Gewinn mit dem Team Canada - 2016 Teilnahme am KHL All-Star Game - 2017 Teilnahme am KHL All-Star Game |

## Karrierestatistik
Stand: Ende der Saison 2018/19
(Legende zur Spielerstatistik: Sp oder GP = absolvierte Spiele; T oder G = erzielte Tore; V oder A = erzielte Assists; Pkt oder Pts = erzielte Scorerpunkte; SM oder PIM = erhaltene Strafminuten; +/− = Plus/Minus-Bilanz; PP = erzielte Überzahltore; SH = erzielte Unterzahltore; GW = erzielte Siegtore; 1 Play-downs/Relegation; Kursiv: Statistik nicht vollständig)